# Armand Blanchonnet
Armand Blanchonnet est un coureur cycliste français né le 23 décembre 1903 à Gipcy dans l'Allier et mort le 17 septembre 1968 à Cernay-la-Ville. Surnommé Le Phénomène, il est double champion olympique aux Jeux olympiques d'été de 1924, remportant la course en ligne individuelle et la course des nations.

## Biographie

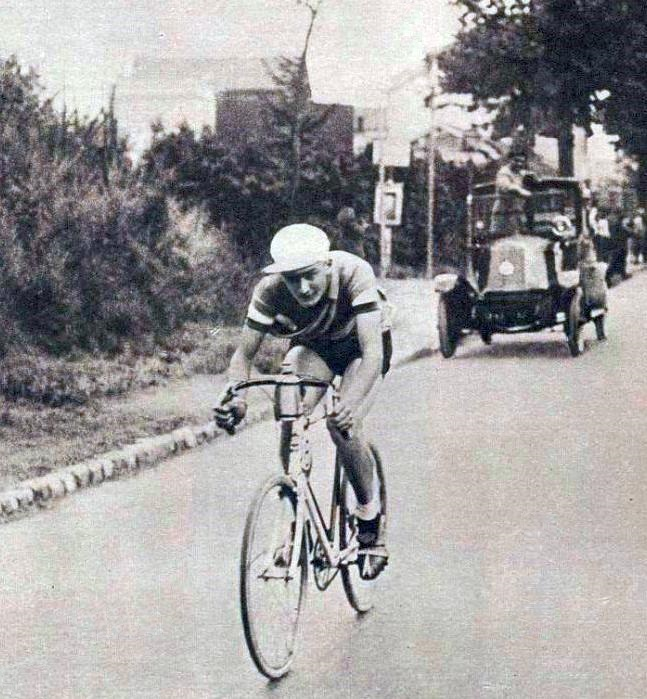
Le Français Armand Blanchonnet, double champion olympique sur route, aux JO de 1924.

Habitant à Villeneuve-la-Garenne, il commence le sport au Club Vélocipédique Dionysien en s'entraînant à la course à pied, à la natation et au cyclisme. Ajusteur mécanicien, son entraînement en fait un athlète squelettique alors qu'il n'a que 17 ans. Sur le Challenge Riguelle, Blanchonnet est repéré par Paul Ruinart qui le recrute dans son équipe,. Expédié à Oran pour faire son service militaire, Blanchonnet est rapatrié à Joinville durant l'hiver 1923 pour préparer les Jeux.
Aux championnats de France amateur de 1924, dans la région de Bordeaux à la mi-juin, Blanchonnet part en solitaire à cent kilomètres de l'arrivée avant d'être rattrapé par André Leducq dans le dernier kilomètre de la course. Son partenaire d'entraînement au Vélo Club de Levallois (VCL), Leducq, le décrit de la manière suivante : « grand, bien découplé, beau avec un air de distinction naturelle. Une souplesse innée sur la pédale. Une facilité dans l'allure exaspérante pour les autres. Mais insouciant, et même indifférent avec des réactions imprévisibles. Un être tombé d'une autre planète. ». Pré-sélectionné par Paul Ruinard, il fait partie des quatre titulaires pour les Jeux olympiques. 
La course en ligne individuelle masculine, disputée sur la forme d'un contre-la-montre individuel sur un parcours de 188 kilomètres à travers la banlieue parisienne qui commence et termine dans le stade olympique Yves-du-Manoir, Armand Blanchonnet remporte le premier titre olympique de la France dans l'histoire de l'épreuve avec un temps de 6 h 20 min 48 s,,. Le « phénomène » réalise une performance extraordinaire pour devancer tous ses concurrents de plus de dix minutes. Quelques jours plus tard, dans l'épreuve par équipe sur le même parcours, il obtient une nouvelle victoire qui permet à la France aux temps cumulés de devancer tous leurs concurrents.
Grand — il mesure 1,80 mètre — et svelte — il pèse 78 kg —, le coureur blond se place comme l'un des meilleurs routiers du monde sur une distance de 100 kilomètres, son entraîneur Ruinart pense qu'il est même le meilleur. En 1926, il devient l'homme fort du V.C.L. après le passage chez les professionnels d'André Leducq, Georges Wambst ou encore René Hamel. Vainqueur du Prix d'Ouverture, de Paris-Evreux, de Paris-Orléans et du championnat de Paris, Blanchonnet domine les compétitions nationales. Le militaire serait volontiers passé professionnel avec ses camarades s'il avait été au courant à temps de leur projet. Il n'est pas en condition suffisante pour disputer le championnat du monde 1926.
Passé professionnel en 1927, Armand Blanchonnet s'exile en Allemagne pour courir sous les couleurs de la firme Opel. L'entreprise lui offre 100 000 francs pour tenter de battre le record de l'heure mais il refuse. En 1931, il devient Champion de France sur route devant 50 000 spectateurs avec près de deux minutes d'avance sur tous les adversaires qu'il passe tour à tour.
Après sa carrière sportive, Blanchonnet devient expert en automobiles dans une grande compagnie d'assurances.

## Palmarès

### Sur route
- 1923

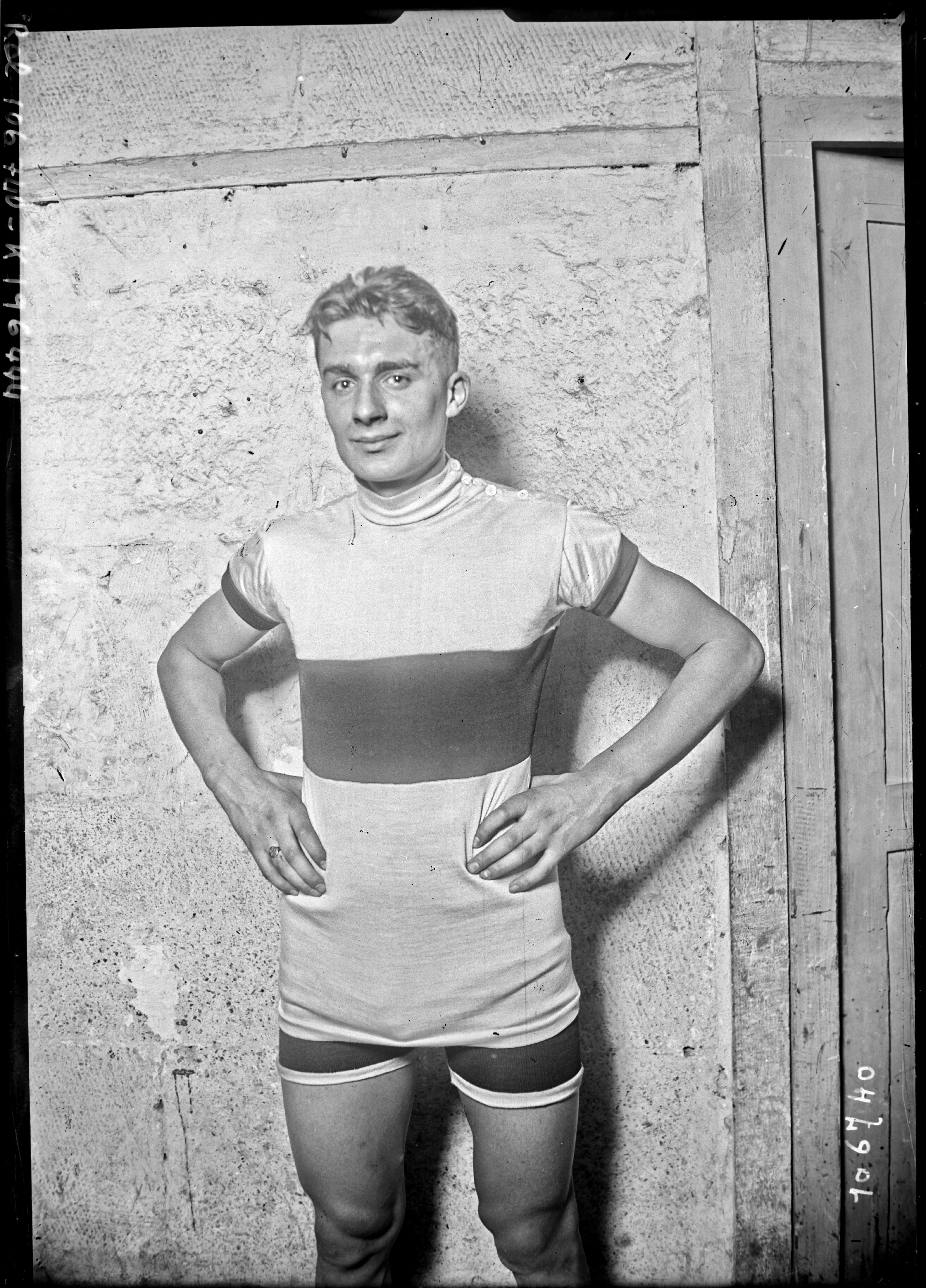
Armand Blanchonnet au Vel' d'Hiv en janvier 1926.

  - 2e du championnat de France des sociétés
- 1924
  -  Champion olympique sur route
  -  Champion olympique sur route par équipes (avec René Hamel et Georges Wambst)
  -  Champion de France militaires sur route
  - 2e du championnat de France sur route amateurs
  -  Médaillé de bronze au championnat du monde sur route amateurs
- 1925
  -  Champion de France des sociétés
  - 2e de Paris-Reims
- 1926
  - Champion de Paris
  - Paris-Évreux
  - Paris-Orléans
  - 3e du Tour de la province de Milan
- 1929
  - 2e du Critérium des As
- 1931
  -  Champion de France sur route
- 1934
  - 2e du Grand Prix de Saint-Raphaël

### Sur piste
Six jours
- Six Jours de Paris : 1930 (avec Charles Pélissier et Harry Horan)
- Six Jours de Marseille : 1932 (avec Piet van Kempen)

Prix
- Prix Dupré-Lapize : 1930 (avec Onésime Boucheron)